# 李瑞麒
李瑞麒 （英語：Richard "Rich" Lesser, 1962年—）是一位美国企业家。中文名是李瑞麒。

## 生平
1962年出生，1983年毕业于密歇根大学，之后任职于宝洁，工作一段时间后考入哈佛商学院。1988年加入波士顿咨询公司担任咨询师，不到十年时间升任合伙人，2000年至2009年担任纽约分所所长。2006年被选入董事会。2009年升任美洲分部总裁。
2012年5月波士顿咨询公司宣布他接任汉斯-保罗·博克纳担任下一任首席执行官，2013年1月正式履新。目前常驻纽约和北京。